# Herederos
Herederos va ser una sèrie de televisió produïda per Cuarzo Producciones i emesa per La 1 de Televisió Espanyola, que la va estrenar el 25 de setembre de 2007. La sèrie va finalitzar la seva emissió el 3 de febrer de 2009. La 1 va recuperar la sèrie per a la seva franja de sobretaula, començant de nou la seva emissió el dimecres 16 de gener de 2013 amb un capítol diari de dilluns a divendres a partir de les 16.30, ocupant així el buit que havien deixat les reposicions de La Señora. En la franja de sobretaula va obtenir mals resultats d'audiència, congregant en el seu últim capítol, el divendres 1 de març de 2013, a 956.000 espectadors i una quota de pantalla del 7,3%. La seva franja va ser ocupada per les reposicions de Los misterios de Laura.

## Argument
Herederos narra la vida dels Orozco, una important família relacionada amb el món dels toros marcada per les traïcions, les lluites de jerarquies, els enganys, el misteri i els enfrontaments personals. La història comença quan Carmen Orozco descobreix que el seu marit li és infidel, el problema no és que es tracta d'una més de les seves admiradores, sinó d'algú pròxim a ella. El clan Orozco està compost per Carmen, la matriarca de la família de caràcter dur i autoritari, interessada en els negocis (que són cada vegada més), Julia la germana/filla de Carmen que té un marit amic/enemic de la cap Orozco; Jacobo, el fill rebel però amorós amb la seva mare, i Vero, la filla que renega pertànyer a aquesta família i l'interès de la qual per allunyar-se de la mateixa és gran.

## Repartiment
- Concha Velasco - Carmen Orozco Argenta
- Mar Regueras - Julia Orozco Argenta
- Ginés García Millán - Bernardo Sánchez
- Lidia Navarro - Verónica García Orozco †
- Félix Gómez - Jacobo García Orozco
- Iker Lastra - Antonio "Nino" Moro Galán
- Petra Martínez - Teresa Galán
- Cristina Brondo - Cecilia Paniagua
- Asier Etxeandia - Gorka
- Paco Hidalgo - Pablo
- Irene Montalà - Mónica
- Lluís Homar - Luis Soler
- Núria Gago - Lorena
- Assumpta Serna - Elisa
- Germán Palacios - Andrés
- Nicolás Gaude - Diego
- Andrés Gertrúdix - Miguel Galván
- Julieta Serrano - Psiquiatra de Carmen Orozco
- Helio Pedregal - Rafael García del Hierro †
- Fabio Testi - Enrique Escarpa †
- Álvaro de Luna - Antonio Moro †
- Cristina Castaño - Rocío Urquijo
- Rodolfo de Souza - Tomás Ugarte
- Carme Elías - Manuela / Carmen Ruíz †
- Conchita Goyanes - Carlota
- Octavi Pujades - Gonzalo Cohen-Belloso

## Episodis i audiències
| Capítol           | Nom                           | Data d'emissió | Audiència | Quota de pantalla |
| ----------------- | ----------------------------- | -------------- | --------- | ----------------- |
| PRIMERA TEMPORADA |                               |                |           |                   |
| 01-02             | Apariencias (Part 1 / Part 2) | 25/09/2007     | 2.833.000 | 17,0%             |
| 03                | La decisión de Julia          | 02/10/2007     | 3.077.000 | 17,1%             |
| 04                | El hijo                       | 09/10/2007     | 2.781.000 | 15,9%             |
| 05                | Plegarias atendidas           | 23/10/2007     | 2.816.000 | 16,3%             |
| 06                | La caza del lobo              | 30/10/2007     | 2.559.000 | 14,2%             |
| 07                | A toda una vida               | 06/11/2007     | 2.835.000 | 15,9%             |
| 08                | Alegría                       | 13/11/2007     | 2.673.000 | 14,7%             |
| 09                | La madre                      | 20/11/2007     | 3.405.000 | 18,4%             |
| 10                | Testamento                    | 27/11/2007     | 3.085.000 | 17,4%             |
| 11                | La ruptura                    | 04/12/2007     | 2.903.000 | 16,6%             |
| 12                | La venganza                   | 14/01/2008     | 2.877.000 | 15,1%             |
| 13                | ¿Se acuerda de mí?            | 21/01/2008     | 2.774.000 | 15,4%             |
| 14                | La huida                      | 28/01/2008     | 2.487.000 | 13,7%             |
| 15                | Allegro moderato              | 04/02/2008     | 2.348.000 | 12,8%             |
| SEGONA TEMPORADA  |                               |                |           |                   |
| 16                | Julia                         | 02/09/2008     | 2.332.000 | 14,8%             |
| 17                | En el mismo barco             | 09/09/2008     | 2.038.000 | 12,8%             |
| 18                | No se lo digas a nadie        | 16/09/2008     | 2.336.000 | 13,6%             |
| 19                | El final                      | 23/09/2008     | 2.225.000 | 12,4%             |
| 20                | Socios                        | 30/09/2008     | 2.330.000 | 13,2%             |
| 21                | Claudia                       | 07/10/2008     | 2.380.000 | 13,5%             |
| 22                | Favores                       | 14/10/2008     | 2.466.000 | 13,6%             |
| 23                | El silencio                   | 21/10/2008     | 2.550.000 | 13,7%             |
| 24                | Manuela                       | 28/10/2008     | 2.689.000 | 14,4%             |
| 25                | La cita                       | 04/11/2008     | 2.530.000 | 13,5%             |
| 26                | El lago                       | 11/11/2008     | 2.771.000 | 15,5%             |
| 27                | Mónica                        | 18/11/2008     | 2.673.000 | 14,9%             |
| 28                | Duelo                         | 25/11/2008     | 2.534.000 | 13,7%             |
| TERCERA TEMPORADA |                               |                |           |                   |
| 29                | De cero                       | 02/12/2008     | 2.475.000 | 13,2%             |
| 30                | La firma                      | 09/12/2008     | 2.371.000 | 12,4%             |
| 31                | La berrea                     | 16/12/2008     | 2.230.000 | 11,7%             |
| 32                | El último deseo               | 23/12/2008     | 2.301.000 | 12,9%             |
| 33                | Segunda oportunidad           | 30/12/2008     | 2.422.000 | 13,5%             |
| 34                | La conversación               | 13/01/2009     | 2.729.000 | 14,0%             |
| 35                | La gran mentira               | 20/01/2009     | 2.826.000 | 14,9%             |
| 36                | La despedida                  | 27/01/2009     | 2.799.000 | 14,5%             |
| 37                | Herederos                     | 03/02/2009     | 3.410.000 | 18,2%             |

## Mitjana de les temporades
- 1a temporada: 2.818.000 espectadors (15,8% de quota de pantalla)
- 2a temporada: 2.450.000 espectadors (13,8% de quota de pantalla)
- 3a temporada: 2.618.000 espectadors (13,9% de quota de pantalla)

## Premis i nominacions
XVII Premis de la Unión de Actores 2007
- Concha Velasco nominada al premi a Millor actriu protagonista de televisió
- Petra Martínez guanyadora del premi a Millor actriu secundària de televisió
- Ginés García Millán guanyador del premi a Millor actor secundari de televisió
- Félix Gómez nominat al premi a Millor actor secundari de televisió
- Iker Lastra nominat al premi a Millor actor de repartiment de televisió

Premis Iris
- Premis ATV 2007: Concha Velasco nominada al premi a Millor actriu de sèrie
- Premis ATV 2008: Concha Velasco guanyadora del premi a Millor actriu de sèrie

XVIII Premis de la Unión de Actores 2008
- Concha Velasco guanyadora al premi a Millor actriu protagonista de televisió
- Félix Gómez guanyador al premi a Millor actor secundari de televisió